# 液氢

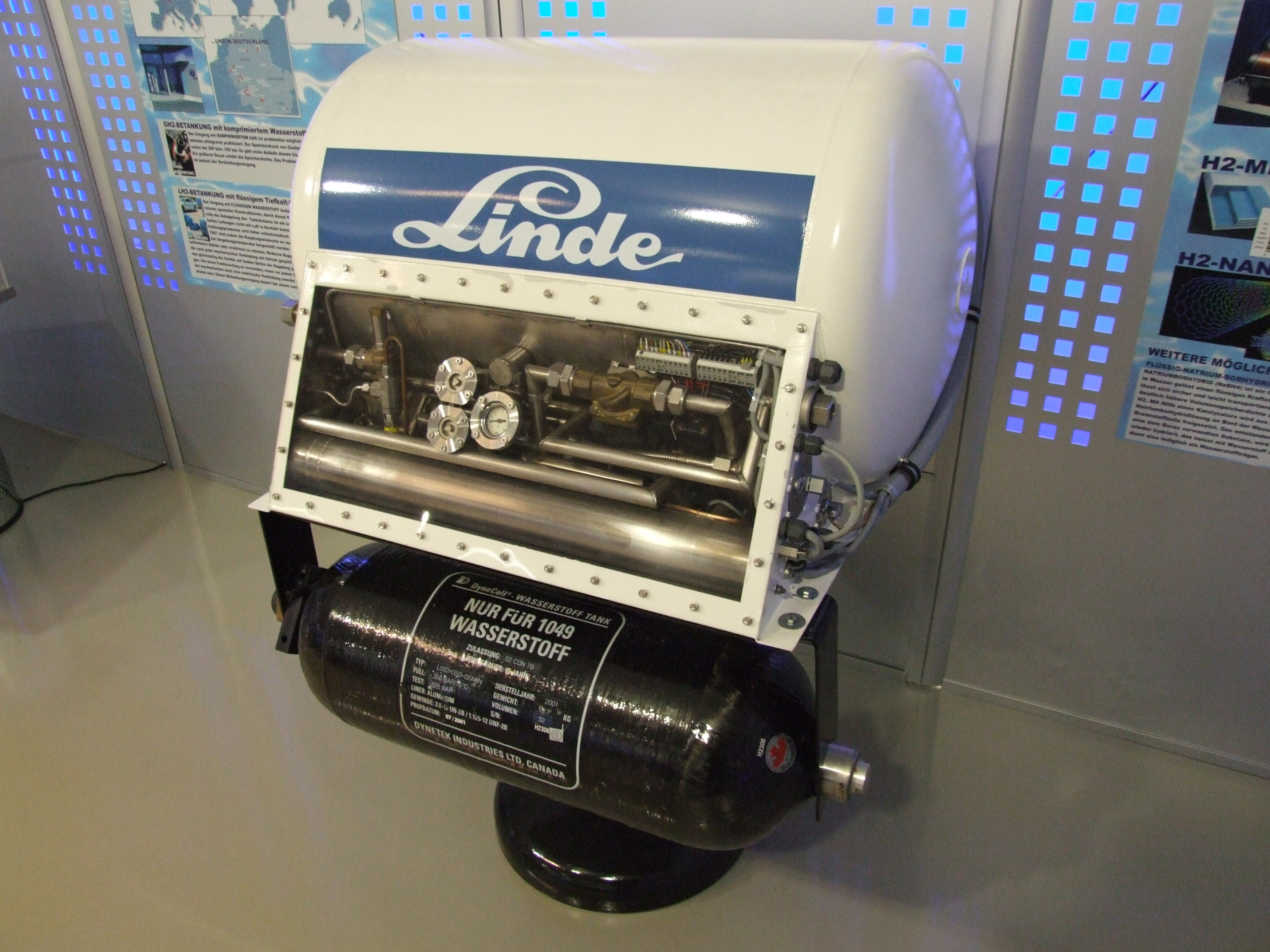
儲存液態氫的鋼瓶

液氢（LH2），也称液态氢，是由氢气经由降温而得到的液体。液态氢须要保存在非常低的温度下（大约在20.268开尔文，-252.8℃）。它通常被作为火箭发射的燃料。
液态氢可作为储存氢气的一种方式，因为液态氢比气态氢省空间。液态氢的密度大约为70.8千克每立方米 （在20开尔文下），密度很小，所以需要很大的容器来存储。
液氢中含99.79%的仲氢和0.21%的正氢。